# Kabinetsformatie Nederland 1986

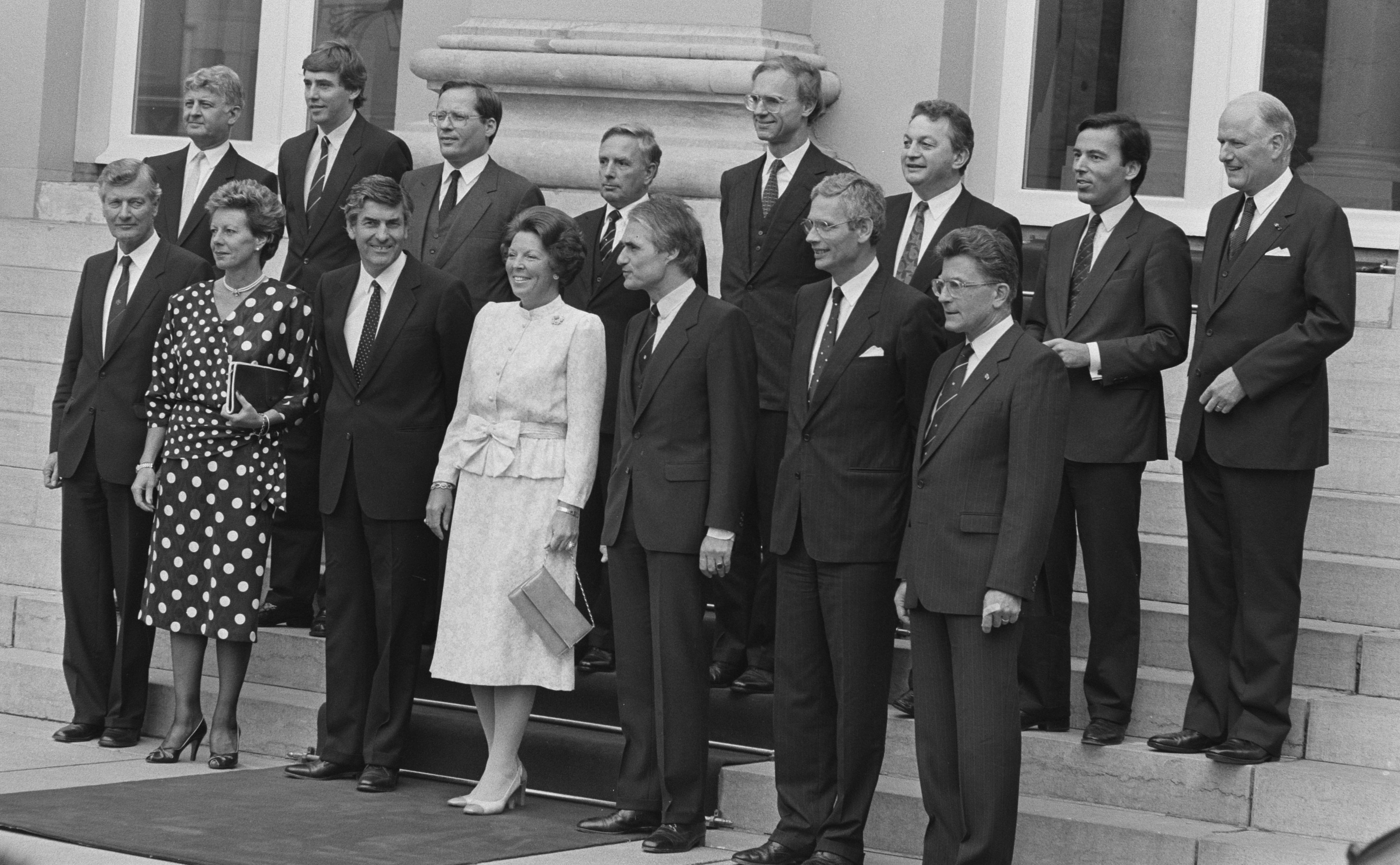
Koningin Beatrix met de ministers van het kabinet-Lubbers II.

De Nederlandse kabinetsformatie van 1986 volgde op de Tweede Kamerverkiezingen van dat jaar die op 21 mei plaatsvonden. De formatie, die 54 dagen duurde, leidde tot het optreden van het kabinet-Lubbers II.

## Achtergrond

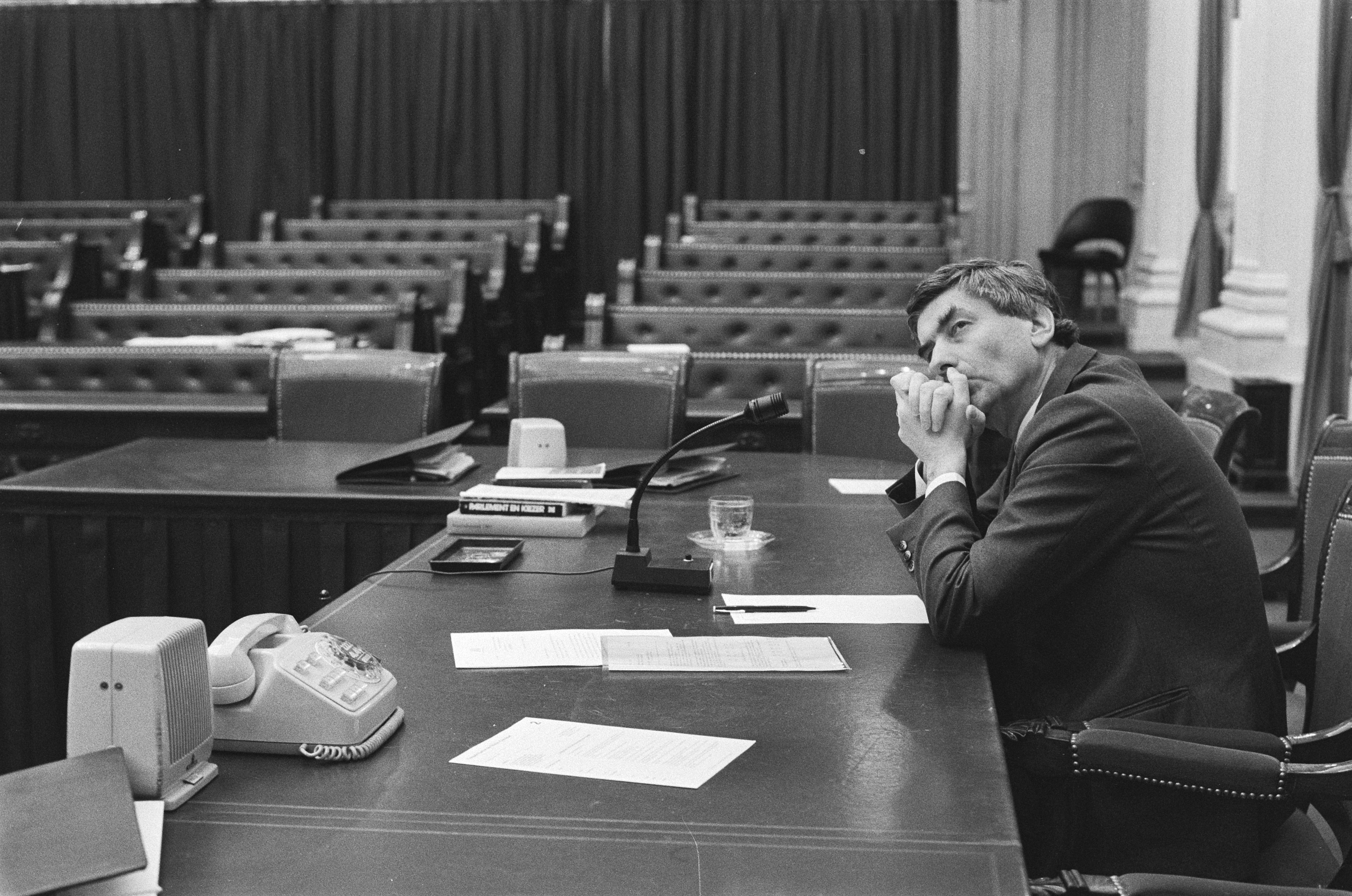
"Laat Lubbers zijn karwei afmaken"

Bij de verkiezingen behaalde het CDA onder aanvoering van premier Ruud Lubbers ("Laat Lubbers z'n karwei afmaken") een grote overwinning. De partij kwam van 45 op 54 zetels. Regeringspartner VVD ("Gewoon jezelf kunnen zijn") verloor daarentegen negen zetels. Van de oppositiepartijen wonnen PvdA en D66. Met 52 zetels behaalde de PvdA zelfs het op een na beste resultaat uit haar geschiedenis, zonder dat daardoor overigens kans op regeringsdeelname ontstond ('de overwinningsnederlaag'). D66 won drie zetels.
Net als in 1977 ging de winst van de PvdA ten koste van 'klein links': CPN en EVP verdwenen en de PSP verloor twee zetels. Ook de RPF verloor een zetel en Hans Janmaat keerde niet terug in de Kamer.
Aangezien CDA en VVD voortzetting van de coalitie tot inzet van de verkiezingen hadden gemaakt, en samen een duidelijke meerderheid hadden, lag voortzetting van de zittende regeringscombinatie voor de hand.

## Informateur Jan de Koning

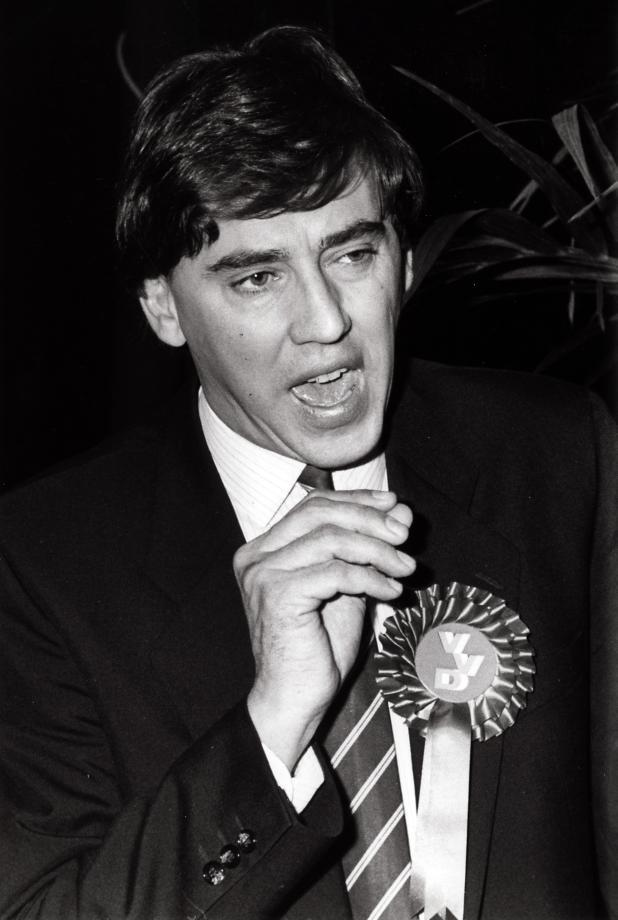
Ed Nijpels

Koningin Beatrix benoemde Jan de Koning, demissionair minister van Sociale Zaken, tot informateur. Onder diens leiding komen de onderhandelaars Lubbers en Ed Nijpels al vrij snel tot een akkoord. Het regeerakkoord richt zich voornamelijk op de sociaal-economische problematiek: het terugdringen van de werkloosheid en het verder saneren van de overheidsfinanciën.

## Formateur Lubbers
Na anderhalve maand zijn de onderhandelaars eruit, waarna Lubbers zelf nog vier dagen nodig had om zijn regering samen te stellen.

## Nasleep

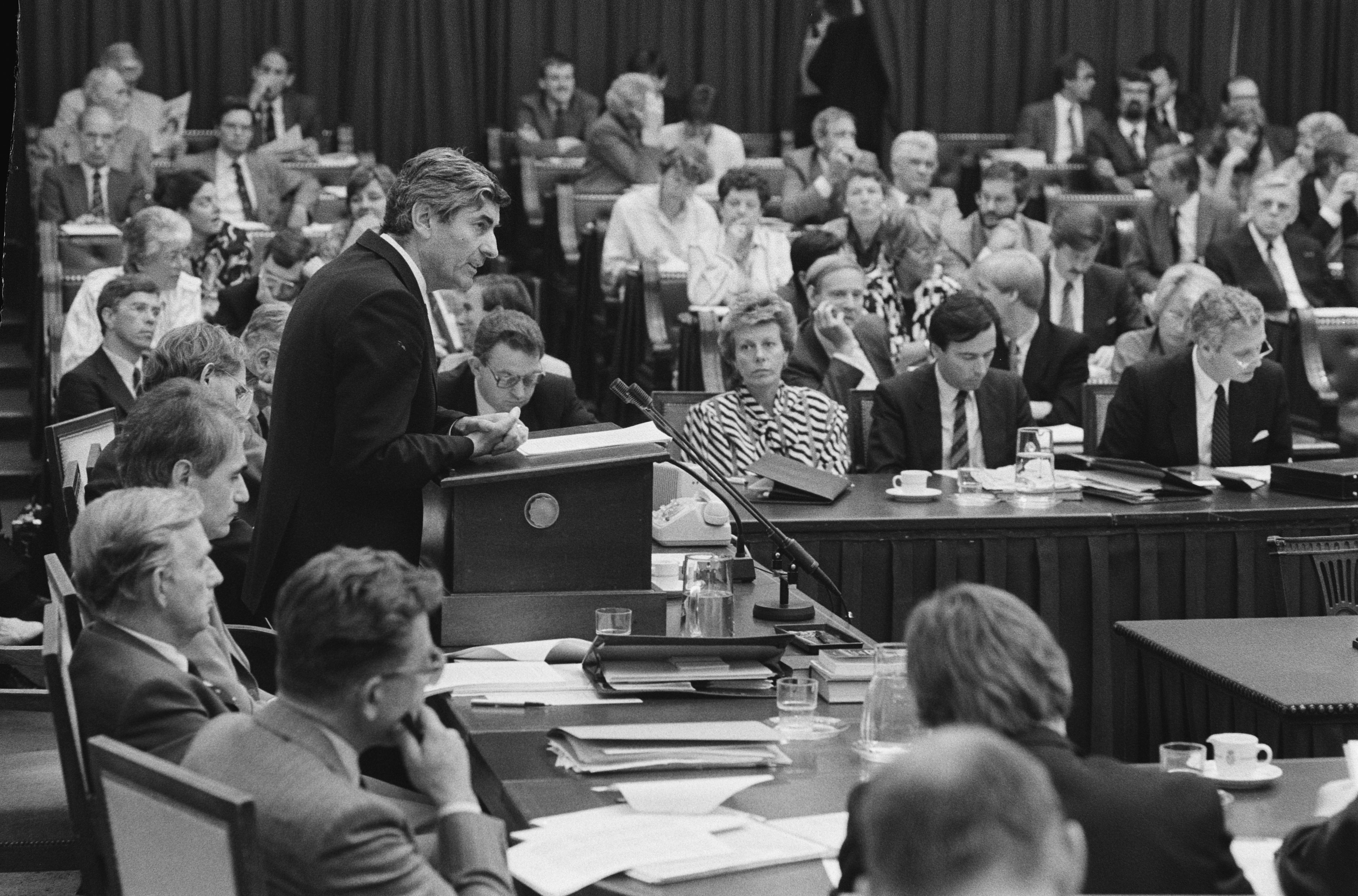
Lubbers tijdens het debat over regeringsverklaring.

De verkiezingsuitslag had grote gevolgen voor VVD-leider Ed Nijpels, die verantwoordelijk gehouden werd voor het dramatische verlies van zijn partij. Daags na de verkiezingen werd hem in een fractievergadering de wacht aangezegd, waarbij de latere VVD-leider Frits Bolkestein het voortouw nam. Nijpels mocht als fractievoorzitter aanblijven tot de formatie was afgerond. Daarna werd hij als leider van de VVD-fractie opgevolgd door Joris Voorhoeve, die in - zoals zij het zelf noemden - "duolistische" samenwerking het VVD-leiderschap uitoefende met de nieuwe vicepremier Rudolf de Korte. Nijpels zelf vertrok naar het kabinet, als milieuminister. Aanhoudende onrust binnen de VVD, mede veroorzaakt door de scheef geworden machtsverhoudingen binnen de coalitie, maakten dat het tweede kabinet-Lubbers de rit uiteindelijk niet zou uitzitten.